# Institut für Demoskopie Allensbach

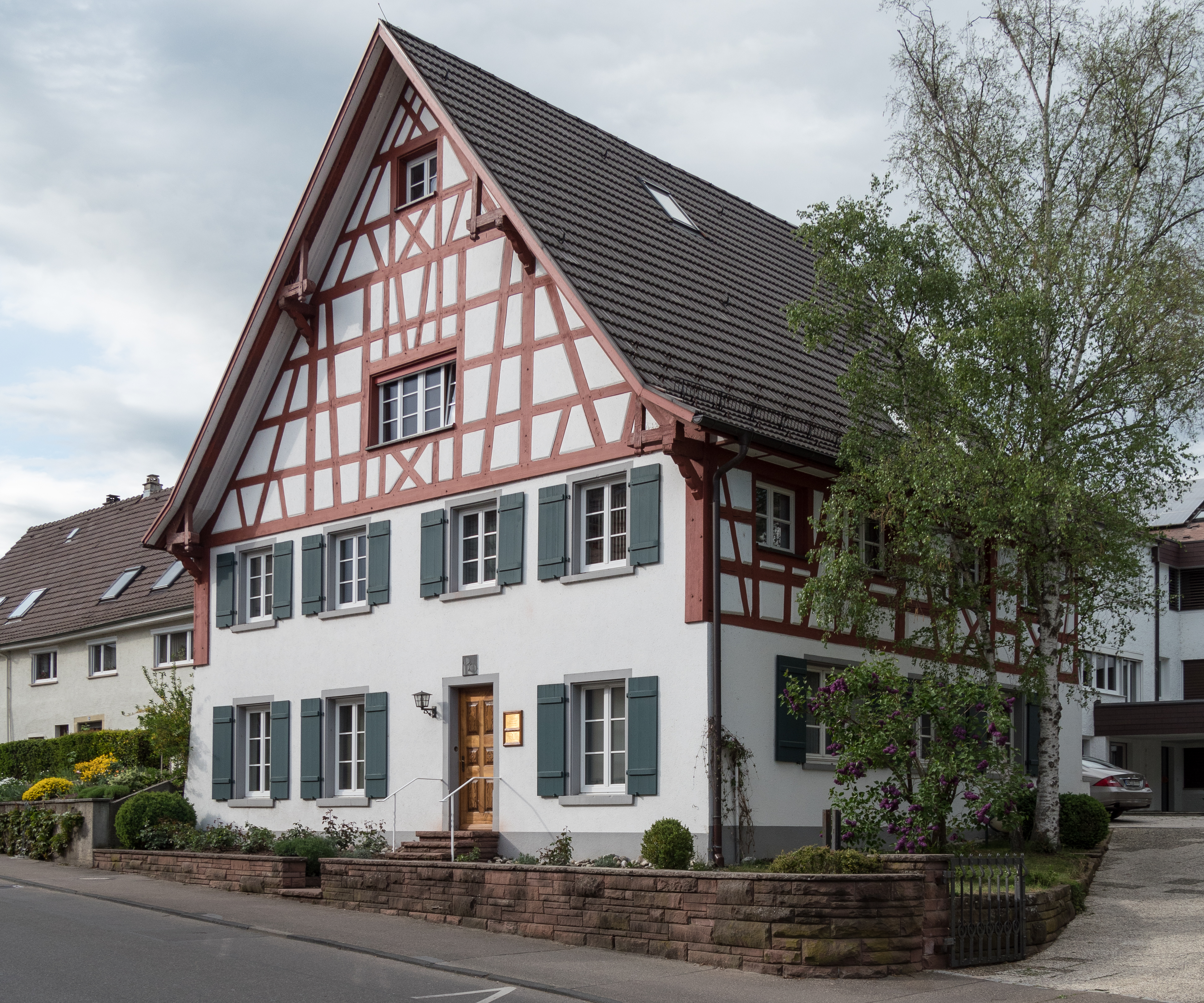
Gebäude des Instituts für Demoskopie Allensbach (2018)

Das Institut für Demoskopie Allensbach – Gesellschaft zum Studium der öffentlichen Meinung mbH (IfD) beschäftigt sich mit Meinungsforschung und hat seinen Sitz in Allensbach am Bodensee.

## Geschichte
Das Institut wurde am 16. Juni 1948 von Elisabeth Noelle-Neumann gegründet.
Seit 1988 ist Renate Köcher Geschäftsführerin, bis 2010 an der Seite der Gründerin.
1996 übertrug Noelle-Neumann ihr Eigentum am Institut auf die Stiftung Demoskopie Allensbach. Sie ist zu 99 % Eigentümerin, 1 % hält die IfD Unternehmensverwaltungsgesellschaft mbH.
Das Institut hat Niederlassungen in Bonn und Berlin und beschäftigt etwa 90 Mitarbeiter. Darüber hinaus arbeiten beim IfD rund 1200 nebenberufliche Interviewer.
Es gilt als dem konservativen politischen Spektrum zugehörig. Neben der Meinungsforschung arbeitet das Institut auch im Feld der Medienforschung (u. a. mit den Studien Allensbacher Markt- und Werbeträger-Analyse (AWA), Allensbacher Computer- und Technik-Analyse (ACTA, TOPLevel)). Als einziges deutsches Institut arbeitet Allensbach nicht mit Zufallsstichproben, sondern mit Quotenverfahren und mündlich-persönlichen Interviews, erzielt damit allerdings ähnliche Ergebnisse wie seine Konkurrenten.

## Kritik
Als einziges der fünf großen deutschen Meinungsforschungsinstitute gibt Allensbach bei der Sonntagsfrage Werte für die Parteien im Dezimalstellenbereich an, obwohl die Fehlerquote bei dieser Art von Erhebung bei etwa zwei bis drei Prozentpunkten liegt.
Für öffentliche Kritik sorgten Umfragen zu den Landtagswahlen in Baden-Württemberg 1992 und 1996, bei denen das Institut die Werte der Partei Die Republikaner viel zu niedrig ansetzte. Allensbach prognostizierte 4,5 bzw. 4 Prozent Stimmenanteil. Die tatsächlichen Wahlergebnisse der Republikaner lagen jedoch bei 10,9 und 9,1 Prozent. In einem Interview zu den Vorfällen sagte Renate Köcher sinngemäß, sie habe aufgrund steigender Werte in den Umfragen ein höheres Ergebnis erwartet. Man habe aber zu dem Zeitpunkt nicht sicher wissen können, ob dieser Trend verlässlich sei und sich deshalb entschlossen, nur mit den Rohdaten (4,5 Prozent) an die Öffentlichkeit zu gehen. Ein anderes Vorgehen wäre im Nachhinein als Versuch ausgelegt worden, die Republikaner hochzureden. Dieses Vorgehen stieß in Publizistik und Wissenschaft auf Kritik. In einem Interview mit dem SWF entgegnete Köcher: „Wir wollten nicht durch die Veröffentlichung der Umfragedaten vor der Wahl eine Sensation schaffen in dem Sinne, daß dann jeder nur noch über die Republikaner gesprochen hätte.“
Kurz vor der Bundestagswahl 2013 behauptete Bernd Lucke, einer der damaligen Sprecher der Alternative für Deutschland (AfD), in einem Interview mit dem Handelsblatt, dass Allensbach Rohdaten vorlägen, die die AfD bei deutlich über fünf Prozent sähen. Renate Köcher wies die Vorwürfe zurück und antwortete, dass die AfD bei den Rohzahlen noch nie annähernd bei fünf Prozent gewesen wäre. Das Meinungsforschungsinstitut Forsa, dem Lucke denselben Vorwurf machte, erwirkte daraufhin am 17. September 2013 vor dem Landgericht Köln eine einstweilige Verfügung gegen Lucke, in deren Rahmen diesem unter Androhung eines Ordnungsgeldes von bis zu 250.000 Euro verboten wurde, seine Aussage zu wiederholen.
Auch die Nähe zwischen Elisabeth Noelle-Neumann und Helmut Kohl führte zu negativen Kritiken.
Hans Magnus Enzensberger bezeichnete 1965 das Institut als Orakel vom Bodensee, da er eine „strukturelle Ähnlichkeit mit den mantischen Praktiken der Alten Welt“ sah. „Demoskopische Befragungen werden im Allgemeinen in Auftrag gegeben: Der Unwissende bringt den Priestern von Allensbach seine Opfergaben dar und stellt seine Fragen. Die Pythia antwortet nicht auf eigene Faust, sie gibt die Fragen an eine höhere Instanz weiter, an die Stimme Gottes, die im Jargon der Demoskopen „repräsentativer Querschnitt“ heißt.“ Noelle-Neumann schätzte die Bedeutung der Intuition auch in der Wissenschaft nie als gering ein. Sie ließ sich in der Folge auch als Pythia in Delphi für die FAZ-Anzeigenkampagne Dahinter steckt immer ein kluger Kopf fotografieren.

## Veröffentlichungen
Seit 1947 erscheinen im mehrjährigen Rhythmus die Allensbacher Jahrbücher für Demoskopie, anfangs im Verlag K. G. Saur in München, herausgegeben von Elisabeth Noelle-Neumann.
Das zwölfte Allensbacher Jahrbuch wurde am 3. März 2010 in Berlin von Bundeskanzlerin Angela Merkel und der Herausgeberin Renate Köcher vorgestellt:
- Allensbacher Jahrbuch der Demoskopie. Band 12. 2003–2009 (Die Berliner Republik), De Gruyter, Berlin 2010, ISBN 3-598-20778-6.